# United Cup 2023
La United Cup 2023 è stata la 1ª edizione della United Cup, torneo di tennis riservato a squadre nazionali combinate. Hanno partecipato 18 squadre che si sono sfidate in 6 gironi suddivise in tre diverse città dell'Australia: la Pat Rafter Arena di Brisbane, la RAC Arena di Perth e la Ken Rosewall Arena di Sydney. L'evento si è svolto dal 29 dicembre 2022 all'8 gennaio 2023.

## Formato
Ogni città ha ospitato due gironi di tre nazioni con il formato del girone all'italiana, nella prima settimana del torneo. Il formato del girone all'italiana consisteva in due partite di singolare maschile e due femminili e una partita di doppio misto. Erano programmati un singolare maschile e un singolare femminile per ogni sessione (mattina e pomeriggio), mentre il doppio misto si svolgeva nella sessione serale.
Le vincitrici dei gironi di ogni città si sono affrontate per uno dei tre posti in semifinale. La squadra con le migliori prestazioni tra le tre perdenti è diventata la quarta semifinalista.
Le semifinali e la finale si sono svolte a Sydney.

## Qualificazioni
18 nazioni si sono qualificate secondo i seguenti criteri:
- Sei nazioni in base al Ranking ATP del proprio miglior tennista in singolare;
- Sei nazioni in base al Ranking WTA della propria miglior tennista in singolare;
- Le rimanenti sei nazioni in base al ranking combinato dei rispettivi numeri uno ATP e WTA.

L'Australia, in quanto paese ospitante, ha avuto diritto ad uno dei posti riservati alle sei nazioni con il miglior ranking combinato, in caso non sia già qualificata per l'effetto dei criteri precedenti.
Le squadre han potuto disporre fino a tre giocatori per ogni tour.

## Impianti
Brisbane, Perth e Sydney hanno ospitato ciascuna due dei sei gruppi a tre nazioni delle fase iniziale e il confronto diretto tra le vincitrici di tali due gruppi. Sidney ha ospitato inoltre entrambe le semifinali e la finale negli ultimi due giorni del torneo.
| Perth                                                | Perth            | Sydney            |
| ---------------------------------------------------- | ---------------- | ----------------- |
| Queensland Tennis Centre                             | Perth Arena      | NSW Tennis Centre |
| Capacità: 5 500                                      | Capacità: 15 500 | Capacità: 10 500  |
|                                                      |                  |                   |
| Brisbane Perth Sydney Impianti per l'United Cup 2023 |                  |                   |

## Punti per i ranking ATP e WTA
Le vittorie negli incontri di singolare hanno attribuito punti validi per i punteggi nel rispettivo ranking di appartenenza; i punti attributi erano in valore variabile sia in base al ranking dell'avversario battuto sia in base alla fase del torneo, secondo lo schema riportato in tabella:
| Turno           | Punti in caso di vittoria contro un avversario con classifica di ranking: | Punti in caso di vittoria contro un avversario con classifica di ranking: | Punti in caso di vittoria contro un avversario con classifica di ranking: | Punti in caso di vittoria contro un avversario con classifica di ranking: | Punti in caso di vittoria contro un avversario con classifica di ranking: | Punti in caso di vittoria contro un avversario con classifica di ranking: | Punti in caso di vittoria contro un avversario con classifica di ranking: |
| Turno           | tra 1 e 10                                                                | tra 11 e 20                                                               | tra 21 e 30                                                               | tra 31 e 50                                                               | tra 51 e 100                                                              | tra 101 e 250                                                             | oltre 251                                                                 |
| --------------- | ------------------------------------------------------------------------- | ------------------------------------------------------------------------- | ------------------------------------------------------------------------- | ------------------------------------------------------------------------- | ------------------------------------------------------------------------- | ------------------------------------------------------------------------- | ------------------------------------------------------------------------- |
| Finale          | 180                                                                       | 140                                                                       | 120                                                                       | 90                                                                        | 60                                                                        | 40                                                                        | 35                                                                        |
| Semifinale      | 130                                                                       | 105                                                                       | 90                                                                        | 60                                                                        | 40                                                                        | 35                                                                        | 25                                                                        |
| Finale di città | 80                                                                        | 65                                                                        | 55                                                                        | 40                                                                        | 35                                                                        | 25                                                                        | 20                                                                        |
| Fase a giorni   | 55                                                                        | 45                                                                        | 40                                                                        | 35                                                                        | 25                                                                        | 20                                                                        | 15                                                                        |

Il punteggio massimo accumulabile da un singolo giocatore era di 500 punti.

## Formazioni
| N. | Squadra     | N. 1 WTA            | Rank    | N. 1 ATP            | Rank    | N. 2 WTA             | N. 2 ATP              | N. 3 WTA                   | N. 3 ATP                     | Doppio WTA        | Doppio ATP             |
| -- | ----------- | ------------------- | ------- | ------------------- | ------- | -------------------- | --------------------- | -------------------------- | ---------------------------- | ----------------- | ---------------------- |
| 1  | Grecia      | Maria Sakkarī       | 6       | Stefanos Tsitsipas  | 3       | Despoina Papamichaīl | Michail Pervolarakis  | Valentini Grammatikopoulou | Stefanos Sakellaridis        | Sapfo Sakellaridi | Petros Tsitsipas       |
| 2  | Polonia     | Iga Świątek         | 1       | Hubert Hurkacz      | 11      | Magda Linette        | Kamil Majchrzak       | Weronika Falkowska         | Daniel Michalski             | Alicja Rosolska   | Łukasz Kubot           |
| 3  | Stati Uniti | Jessica Pegula      | 3       | Taylor Fritz        | 9       | Madison Keys         | Frances Tiafoe        | Alycia Parks               | Denis Kudla                  | Desirae Krawczyk  | Hunter Reese           |
| 4  | Spagna      | Paula Badosa        | 13      | Rafael Nadal        | 2       | Nuria Párrizas Díaz  | Pablo Carreño Busta   | Jessica Bouzas Maneiro     | Albert Ramos Viñolas         | —                 | David Vega Hernández   |
| 5  | Italia      | Martina Trevisan    | 28      | Matteo Berrettini   | 16      | Lucia Bronzetti      | Lorenzo Musetti       | Camilla Rosatello          | Andrea Vavassori             | —                 | Marco Bortolotti       |
| 6  | Francia     | Caroline Garcia     | 4       | Arthur Rinderknech  | 45      | Alizé Cornet         | Adrian Mannarino      | Léolia Jeanjean            | Manuel Guinard               | Jessika Ponchet   | Édouard Roger-Vasselin |
| 7  | Australia   | Ajla Tomljanović    | 33      | Alex de Minaur      | 24      | Zoe Hives            | Jason Kubler          | Maddison Inglis            | —                            | Samantha Stosur   | John Peers             |
| 8  | Croazia     | Petra Martić        | 39      | Borna Ćorić         | 26      | Donna Vekić          | Borna Gojo            | Tara Würth                 | Matija Pecotić               | Petra Marčinko    | —                      |
| 9  | Svizzera    | Belinda Bencic      | 12      | Stan Wawrinka       | 22 (PR) | Jil Teichmann        | Marc-Andrea Hüsler    | Ylena In-Albon             | Dominic Stricker             | Joanne Züger      | Alexander Ritschard    |
| 10 | Germania    | Laura Siegemund     | 57 (PR) | Alexander Zverev    | 2 (PR)  | Jule Niemeier        | Oscar Otte            | Anna-Lena Friedsam         | Daniel Altmaier              | Julia Lohoff      | Fabian Fallert         |
| 11 | Brasile     | Beatriz Haddad Maia | 15      | Thiago Monteiro     | 64      | Laura Pigossi        | Felipe Meligeni Alves | Carolina Meligeni Alves    | Matheus Pucinelli de Almeida | Luisa Stefani     | Rafael Matos           |
| 12 | Belgio      | Elise Mertens       | 29      | David Goffin        | 53      | Alison Van Uytvanck  | Zizou Bergs           | Magali Kempen              | Kimmer Coppejans             | Kirsten Flipkens  | Michael Geerts         |
| 13 | Rep. Ceca   | Petra Kvitová       | 16      | Jiří Lehečka        | 75      | Marie Bouzková       | Tomáš Macháč          | Jesika Malečková           | Lukáš Rosol                  | —                 | Dalibor Svrčina        |
| 14 | Regno Unito | Harriet Dart        | 98      | Cameron Norrie      | 14      | Katie Swan           | Daniel Evans          | Anna Brogan                | Jan Choinski                 | Ella McDonald     | Jonny O'Mara           |
| 15 | Argentina   | Nadia Podoroska     | 39 (PR) | Francisco Cerúndolo | 30      | María Carlé          | Federico Coria        | Paula Ormaechea            | Tomás Martín Etcheverry      | —                 | —                      |
| 16 | Norvegia    | Ulrikke Eikeri      | 375     | Casper Ruud         | 4       | Malene Helgø         | Viktor Durasovic      | Haseth Lilly Haseth        | Andreja Petrovic             | —                 | —                      |
| 17 | Bulgaria    | Viktorija Tomova    | 90      | Grigor Dimitrov     | 28      | Isabella Šinikova    | Dimitar Kuzmanov      | Gergana Topalova           | Adrian Andreev               | —                 | Aleksandr Lazarov      |
| 18 | Kazakistan  | Julija Putinceva    | 52      | Aleksandr Bublik    | 37      | Jibek Kulambaeva     | Timofej Skatov        | Gozal' Aynitdinova         | Denis Jevsejev               | —                 | Grigorij Lomakin       |

* Ranking al 14 novembre 2022.

### Ritiri
Prima del torneo
- Nick Kyrgios
- Diego Schwartzman

## Fase a gironi

### Riepilogo
I = incontri; P = partite; S = set
| Gruppo | Primo posto   | Primo posto | Primo posto | Primo posto | Secondo posto | Secondo posto | Secondo posto | Secondo posto | Terzo posto | Terzo posto | Terzo posto | Terzo posto |
| Gruppo | Squadra       | I           | P           | S           | Squadra       | I             | P             | S             | Squadra     | I           | P           | S           |
| ------ | ------------- | ----------- | ----------- | ----------- | ------------- | ------------- | ------------- | ------------- | ----------- | ----------- | ----------- | ----------- |
| A      | Grecia        | 2-0         | 8-2         | 17-7        | Bulgaria      | 1-1           | 4-6           | 12-13         | Belgio      | 0-2         | 3-7         | 8-17        |
| B      | Polonia       | 2-0         | 7-3         | 14-8        | Svizzera      | 1-1           | 7-3           | 15-7          | Kazakistan  | 0-2         | 1-9         | 4-18        |
| C      | Stati Uniti   | 2-0         | 9-1         | 18-4        | Rep. Ceca     | 1-1           | 4-6           | 9-12          | Germania    | 0-2         | 2-8         | 5-16        |
| D      | Gran Bretagna | 2-0         | 7-3         | 15-10       | Australia     | 1-1           | 5-5           | 10-12         | Spagna      | 0-2         | 3-7         | 12-15       |
| E      | Italia        | 2-0         | 8-2         | 17-5        | Brasile       | 1-1           | 6-4           | 12-9          | Norvegia    | 0-2         | 1-9         | 3-18        |
| F      | Croazia       | 2-0         | 8-2         | 16-7        | Francia       | 1-1           | 7-3           | 15-6          | Argentina   | 0-2         | 0-10        | 2-20        |

### Gruppo A
| Pos. | Nazione  | Incontri | Partite | Set   | S %    | Game    | G %    |
| ---- | -------- | -------- | ------- | ----- | ------ | ------- | ------ |
| 1    | Grecia   | 2-0      | 8-2     | 17-7  | 70,83% | 126-92  | 57,80% |
| 2    | Bulgaria | 1-1      | 4-6     | 12-13 | 48%    | 104-111 | 48,37% |
| 3    | Belgio   | 0-2      | 3-7     | 8-17  | 32%    | 95-122  | 43,78% |

#### Grecia vs. Bulgaria
| Grecia 4 | RAC Arena, Perth, Australia 29–30 dicembre 2022 Cemento | RAC Arena, Perth, Australia 29–30 dicembre 2022 Cemento              | Bulgaria 1 |     |      |  |
| \| \| \| \| 1 \| 2 \| 3 \| \| \| - \| \| -------------------------------------------------------------------- \| --- \| --- \| ---- \| \| \| 1 \| \| Despoina Papamichaīl Isabella Šinikova \| 3 6 \| 6 4 \| 6 1 \| \| \| 2 \| \| Stefanos Tsitsipas Grigor Dimitrov \| 4 6 \| 6 2 \| 7 64 \| \| \| 3 \| \| Maria Sakkarī Viktorija Tomova \| 6 3 \| 6 2 \| \| \| \| 4 \| \| Michail Pervolarakis Dimitar Kuzmanov \| 1 6 \| 1 6 \| \| \| \| 5 \| \| Maria Sakkarī / Stefanos Tsitsipas Gergana Topalova / Adrian Andreev \| 6 4 \| 6 4 \| \| \| |                                                         |                                                                      |            |     |      |  |
| |                                                         |                                                                      | 1          | 2   | 3    |  |
| 1 | Grecia (bandiera) · Bulgaria (bandiera)                 | Despoina Papamichaīl Isabella Šinikova                               | 3 6        | 6 4 | 6 1  |  |
| 2 | Grecia (bandiera) · Bulgaria (bandiera)                 | Stefanos Tsitsipas Grigor Dimitrov                                   | 4 6        | 6 2 | 7 64 |  |
| 3 | Grecia (bandiera) · Bulgaria (bandiera)                 | Maria Sakkarī Viktorija Tomova                                       | 6 3        | 6 2 |      |  |
| 4 | Grecia (bandiera) · Bulgaria (bandiera)                 | Michail Pervolarakis Dimitar Kuzmanov                                | 1 6        | 1 6 |      |  |
| 5 | Grecia (bandiera) · Bulgaria (bandiera)                 | Maria Sakkarī / Stefanos Tsitsipas Gergana Topalova / Adrian Andreev | 6 4        | 6 4 |      |  |

#### Belgio vs. Bulgaria
| Belgio 2 | RAC Arena, Perth, Australia 31 dicembre 2022–1º gennaio 2023 Cemento | RAC Arena, Perth, Australia 31 dicembre 2022–1º gennaio 2023 Cemento | Bulgaria 3 |      |      |  |
| \| \| \| \| 1 \| 2 \| 3 \| \| \| - \| \| --------------------------------------------------------------- \| --- \| ---- \| ---- \| \| \| 1 \| \| Alison Van Uytvanck Isabella Šinikova \| 6 1 \| 3 6 \| 6 3 \| \| \| 2 \| \| David Goffin Grigor Dimitrov \| 4 6 \| 5 7 \| \| \| \| 3 \| \| Elise Mertens Gergana Topalova \| 6 4 \| 3 6 \| 6 0 \| \| \| 4 \| \| Zizou Bergs Dimitar Kuzmanov \| 2 6 \| 0 6 \| \| \| \| 5 \| \| Elise Mertens / David Goffin Viktorija Tomova / Grigor Dimitrov \| 6 1 \| 65 7 \| 6 10 \| \| |                                                                      |                                                                      |            |      |      |  |
| |                                                                      |                                                                      | 1          | 2    | 3    |  |
| 1 | Belgio (bandiera) · Bulgaria (bandiera)                              | Alison Van Uytvanck Isabella Šinikova                                | 6 1        | 3 6  | 6 3  |  |
| 2 | Belgio (bandiera) · Bulgaria (bandiera)                              | David Goffin Grigor Dimitrov                                         | 4 6        | 5 7  |      |  |
| 3 | Belgio (bandiera) · Bulgaria (bandiera)                              | Elise Mertens Gergana Topalova                                       | 6 4        | 3 6  | 6 0  |  |
| 4 | Belgio (bandiera) · Bulgaria (bandiera)                              | Zizou Bergs Dimitar Kuzmanov                                         | 2 6        | 0 6  |      |  |
| 5 | Belgio (bandiera) · Bulgaria (bandiera)                              | Elise Mertens / David Goffin Viktorija Tomova / Grigor Dimitrov      | 6 1        | 65 7 | 6 10 |  |

#### Grecia vs. Belgio
| Grecia 4 | RAC Arena, Perth, Australia 2–3 gennaio 2023 Cemento | RAC Arena, Perth, Australia 2–3 gennaio 2023 Cemento            | Belgio 1 |     |     |  |
| \| \| \| \| 1 \| 2 \| 3 \| \| \| - \| \| --------------------------------------------------------------- \| --- \| --- \| --- \| \| \| 1 \| \| Despoina Papamichaīl Alison Van Uytvanck \| 5 7 \| 6 2 \| 3 6 \| \| \| 2 \| \| Stefanos Tsitsipas David Goffin \| 6 3 \| 6 2 \| \| \| \| 3 \| \| Maria Sakkarī Elise Mertens \| 6 1 \| 7 5 \| \| \| \| 4 \| \| Stefanos Sakellaridis Zizou Bergs \| 5 7 \| 6 1 \| 6 3 \| \| \| 5 \| \| Stefanos Tsitsipas / Maria Sakkarī David Goffin / Elise Mertens \| 6 3 \| 6 2 \| \| \| |                                                      |                                                                 |          |     |     |  |
| |                                                      |                                                                 | 1        | 2   | 3   |  |
| 1 | Grecia (bandiera) · Belgio (bandiera)                | Despoina Papamichaīl Alison Van Uytvanck                        | 5 7      | 6 2 | 3 6 |  |
| 2 | Grecia (bandiera) · Belgio (bandiera)                | Stefanos Tsitsipas David Goffin                                 | 6 3      | 6 2 |     |  |
| 3 | Grecia (bandiera) · Belgio (bandiera)                | Maria Sakkarī Elise Mertens                                     | 6 1      | 7 5 |     |  |
| 4 | Grecia (bandiera) · Belgio (bandiera)                | Stefanos Sakellaridis Zizou Bergs                               | 5 7      | 6 1 | 6 3 |  |
| 5 | Grecia (bandiera) · Belgio (bandiera)                | Stefanos Tsitsipas / Maria Sakkarī David Goffin / Elise Mertens | 6 3      | 6 2 |     |  |

### Gruppo B
| Pos. | Nazione    | Incontri | Partite | Set  | S %    | Game   | G %    |
| ---- | ---------- | -------- | ------- | ---- | ------ | ------ | ------ |
| 1    | Polonia    | 2-0      | 7-3     | 14-8 | 63,64% | 116-98 | 54,21% |
| 2    | Svizzera   | 1-1      | 7-3     | 15-7 | 68,18% | 123-99 | 55,41% |
| 3    | Kazakistan | 0-2      | 1-9     | 4-18 | 18,18% | 86-128 | 40,19% |

#### Svizzera vs. Kazakistan
| Svizzera 5 | Pat Rafter Arena, Brisbane, Australia 29–30 dicembre 2022 Cemento | Pat Rafter Arena, Brisbane, Australia 29–30 dicembre 2022 Cemento      | Kazakistan 0 |      |     |  |
| \| \| \| \| 1 \| 2 \| 3 \| \| \| - \| \| ---------------------------------------------------------------------- \| ---- \| ---- \| --- \| \| \| 1 \| \| Belinda Bencic Julija Putinceva \| 7 60 \| 6 3 \| \| \| \| 2 \| \| Marc-Andrea Hüsler Timofej Skatov \| 4 6 \| 6 3 \| 6 3 \| \| \| 3 \| \| Stan Wawrinka Aleksandr Bublik \| 6 3 \| 7 63 \| \| \| \| 4 \| \| Jil Teichmann Žibek Kulambaeva \| 6 3 \| 6 2 \| \| \| \| 5 \| \| Jil Teichmann / Marc-Andrea Hüsler Žibek Kulambaeva / Aleksandr Bublik \| 7 67 \| 6 3 \| \| \| |                                                                   |                                                                        |              |      |     |  |
| |                                                                   |                                                                        | 1            | 2    | 3   |  |
| 1 | Svizzera (bandiera) · Kazakistan (bandiera)                       | Belinda Bencic Julija Putinceva                                        | 7 60         | 6 3  |     |  |
| 2 | Svizzera (bandiera) · Kazakistan (bandiera)                       | Marc-Andrea Hüsler Timofej Skatov                                      | 4 6          | 6 3  | 6 3 |  |
| 3 | Svizzera (bandiera) · Kazakistan (bandiera)                       | Stan Wawrinka Aleksandr Bublik                                         | 6 3          | 7 63 |     |  |
| 4 | Svizzera (bandiera) · Kazakistan (bandiera)                       | Jil Teichmann Žibek Kulambaeva                                         | 6 3          | 6 2  |     |  |
| 5 | Svizzera (bandiera) · Kazakistan (bandiera)                       | Jil Teichmann / Marc-Andrea Hüsler Žibek Kulambaeva / Aleksandr Bublik | 7 67         | 6 3  |     |  |

#### Polonia vs. Kazakistan
| Polonia 4 | Pat Rafter Arena, Brisbane, Australia 31 dicembre 2022–1º gennaio 2023 Cemento | Pat Rafter Arena, Brisbane, Australia 31 dicembre 2022–1º gennaio 2023 Cemento | Kazakistan 1 |     |     |  |
| \| \| \| \| 1 \| 2 \| 3 \| \| \| - \| \| ---------------------------------------------------------------- \| ---- \| --- \| --- \| \| \| 1 \| \| Iga Świątek Julija Putinceva \| 6 1 \| 6 3 \| \| \| \| 2 \| \| Daniel Michalski Timofej Skatov \| 67 7 \| 2 6 \| \| \| \| 3 \| \| Hubert Hurkacz Aleksandr Bublik \| 7 68 \| 4 6 \| 6 3 \| \| \| 4 \| \| Magda Linette Žibek Kulambaeva \| 6 2 \| 6 1 \| \| \| \| 5 \| \| Iga Świątek / Hubert Hurkacz Žibek Kulambaeva / Grigorij Lomakin \| 6 3 \| 6 4 \| \| \| |                                                                                |                                                                                |              |     |     |  |
| |                                                                                |                                                                                | 1            | 2   | 3   |  |
| 1 | Polonia (bandiera) · Kazakistan (bandiera)                                     | Iga Świątek Julija Putinceva                                                   | 6 1          | 6 3 |     |  |
| 2 | Polonia (bandiera) · Kazakistan (bandiera)                                     | Daniel Michalski Timofej Skatov                                                | 67 7         | 2 6 |     |  |
| 3 | Polonia (bandiera) · Kazakistan (bandiera)                                     | Hubert Hurkacz Aleksandr Bublik                                                | 7 68         | 4 6 | 6 3 |  |
| 4 | Polonia (bandiera) · Kazakistan (bandiera)                                     | Magda Linette Žibek Kulambaeva                                                 | 6 2          | 6 1 |     |  |
| 5 | Polonia (bandiera) · Kazakistan (bandiera)                                     | Iga Świątek / Hubert Hurkacz Žibek Kulambaeva / Grigorij Lomakin               | 6 3          | 6 4 |     |  |

#### Polonia vs. Svizzera
| Polonia 3 | Pat Rafter Arena, Brisbane, Australia 2–3 gennaio 2023 Cemento | Pat Rafter Arena, Brisbane, Australia 2–3 gennaio 2023 Cemento   | Svizzera 2 |      |     |  |
| \| \| \| \| 1 \| 2 \| 3 \| \| \| - \| \| ---------------------------------------------------------------- \| ---- \| ---- \| --- \| \| \| 1 \| \| Iga Świątek Belinda Bencic \| 6 3 \| 7 63 \| \| \| \| 2 \| \| Daniel Michalski Marc-Andrea Hüsler \| 3 6 \| 2 6 \| \| \| \| 3 \| \| Hubert Hurkacz Stan Wawrinka \| 7 65 \| 6 4 \| \| \| \| 4 \| \| Magda Linette Jil Teichmann \| 5 7 \| 6 4 \| 6 1 \| \| \| 5 \| \| Alicja Rosolska / Kacper Żuk Marc-Andrea Hüsler / Belinda Bencic \| 5 7 \| 2 6 \| \| \| |                                                                |                                                                  |            |      |     |  |
| |                                                                |                                                                  | 1          | 2    | 3   |  |
| 1 | Polonia (bandiera) · Svizzera (bandiera)                       | Iga Świątek Belinda Bencic                                       | 6 3        | 7 63 |     |  |
| 2 | Polonia (bandiera) · Svizzera (bandiera)                       | Daniel Michalski Marc-Andrea Hüsler                              | 3 6        | 2 6  |     |  |
| 3 | Polonia (bandiera) · Svizzera (bandiera)                       | Hubert Hurkacz Stan Wawrinka                                     | 7 65       | 6 4  |     |  |
| 4 | Polonia (bandiera) · Svizzera (bandiera)                       | Magda Linette Jil Teichmann                                      | 5 7        | 6 4  | 6 1 |  |
| 5 | Polonia (bandiera) · Svizzera (bandiera)                       | Alicja Rosolska / Kacper Żuk Marc-Andrea Hüsler / Belinda Bencic | 5 7        | 2 6  |     |  |

### Gruppo C
| Pos. | Nazione     | Incontri | Partite | Set  | S %    | Game   | G %    |
| ---- | ----------- | -------- | ------- | ---- | ------ | ------ | ------ |
| 1    | Stati Uniti | 2-0      | 9-1     | 18-4 | 81,82% | 105-71 | 59,66% |
| 2    | Rep. Ceca   | 1-1      | 4-6     | 9-12 | 42,86% | 91-88  | 50,84% |
| 3    | Germania    | 0-2      | 2-8     | 5-16 | 23,81% | 80-117 | 40,61% |

#### Stati Uniti vs. Rep. Ceca
| Stati Uniti 4 | Ken Rosewall Arena, Sydney, Australia 29–30 dicembre 2022 Cemento | Ken Rosewall Arena, Sydney, Australia 29–30 dicembre 2022 Cemento | Rep. Ceca 1 |     |      |        |
| \| \| \| \| 1 \| 2 \| 3 \| \| \| - \| \| ----------------------------------------------------------- \| --- \| --- \| ---- \| ------ \| \| 1 \| \| Taylor Fritz Jiří Lehečka \| 6 3 \| 6 4 \| \| \| \| 2 \| \| Madison Keys Marie Bouzková \| 6 4 \| 6 3 \| \| \| \| 3 \| \| Jessica Pegula Petra Kvitová \| 6 7 \| 4 6 \| \| \| \| 4 \| \| Frances Tiafoe Tomáš Macháč \| 6 3 \| 2 4 \| \| ritiro \| \| 5 \| \| Jessica Pegula / Taylor Fritz Jiří Lehečka / Marie Bouzková \| 2 6 \| 6 3 \| 10 7 \| \| |                                                                   |                                                                   |             |     |      |        |
| |                                                                   |                                                                   | 1           | 2   | 3    |        |
| 1 | Stati Uniti (bandiera) · Rep. Ceca (bandiera)                     | Taylor Fritz Jiří Lehečka                                         | 6 3         | 6 4 |      |        |
| 2 | Stati Uniti (bandiera) · Rep. Ceca (bandiera)                     | Madison Keys Marie Bouzková                                       | 6 4         | 6 3 |      |        |
| 3 | Stati Uniti (bandiera) · Rep. Ceca (bandiera)                     | Jessica Pegula Petra Kvitová                                      | 6 7         | 4 6 |      |        |
| 4 | Stati Uniti (bandiera) · Rep. Ceca (bandiera)                     | Frances Tiafoe Tomáš Macháč                                       | 6 3         | 2 4 |      | ritiro |
| 5 | Stati Uniti (bandiera) · Rep. Ceca (bandiera)                     | Jessica Pegula / Taylor Fritz Jiří Lehečka / Marie Bouzková       | 2 6         | 6 3 | 10 7 |        |

#### Germania vs. Rep. Ceca
| Germania 2 | Ken Rosewall Arena, Sydney, Australia 31 dicembre 2022–1º gennaio 2023 Cemento | Ken Rosewall Arena, Sydney, Australia 31 dicembre 2022–1º gennaio 2023 Cemento | Rep. Ceca 3 |      |   |  |
| \| \| \| \| 1 \| 2 \| 3 \| \| \| - \| \| ---------------------------------------------------------------- \| ---- \| ---- \| - \| \| \| 1 \| \| Alexander Zverev Jiří Lehečka \| 4 6 \| 2 6 \| \| \| \| 2 \| \| Jule Niemeier Marie Bouzková \| 2 6 \| 5 7 \| \| \| \| 3 \| \| Laura Siegemund Petra Kvitová \| 4 6 \| 2 6 \| \| \| \| 4 \| \| Oscar Otte Dalibor Svrčina \| 7 61 \| 6 2 \| \| \| \| 5 \| \| Alexander Zverev / Laura Siegemund Jiří Lehečka / Marie Bouzková \| 6 4 \| 7 61 \| \| \| |                                                                                |                                                                                |             |      |   |  |
| |                                                                                |                                                                                | 1           | 2    | 3 |  |
| 1 | Germania (bandiera) · Rep. Ceca (bandiera)                                     | Alexander Zverev Jiří Lehečka                                                  | 4 6         | 2 6  |   |  |
| 2 | Germania (bandiera) · Rep. Ceca (bandiera)                                     | Jule Niemeier Marie Bouzková                                                   | 2 6         | 5 7  |   |  |
| 3 | Germania (bandiera) · Rep. Ceca (bandiera)                                     | Laura Siegemund Petra Kvitová                                                  | 4 6         | 2 6  |   |  |
| 4 | Germania (bandiera) · Rep. Ceca (bandiera)                                     | Oscar Otte Dalibor Svrčina                                                     | 7 61        | 6 2  |   |  |
| 5 | Germania (bandiera) · Rep. Ceca (bandiera)                                     | Alexander Zverev / Laura Siegemund Jiří Lehečka / Marie Bouzková               | 6 4         | 7 61 |   |  |

#### Stati Uniti vs. Germania
| Stati Uniti 5 | Ken Rosewall Arena, Sydney, Australia 2–3 gennaio 2023 Cemento | Ken Rosewall Arena, Sydney, Australia 2–3 gennaio 2023 Cemento    | Germania 0 |     |      |  |
| \| \| \| \| 1 \| 2 \| 3 \| \| \| - \| \| ----------------------------------------------------------------- \| ---- \| --- \| ---- \| \| \| 1 \| \| Taylor Fritz Alexander Zverev \| 6 1 \| 6 4 \| \| \| \| 2 \| \| Madison Keys Jule Niemeier \| 6 2 \| 6 3 \| \| \| \| 3 \| \| Jessica Pegula Laura Siegemund \| 6 3 \| 6 2 \| \| \| \| 4 \| \| Frances Tiafoe Oscar Otte \| 7 5 \| 6 4 \| \| \| \| 5 \| \| Frances Tiafoe / Jessica Pegula Daniel Altmaier / Laura Siegemund \| 65 7 \| 6 4 \| 10 7 \| \| |                                                                |                                                                   |            |     |      |  |
| |                                                                |                                                                   | 1          | 2   | 3    |  |
| 1 | Stati Uniti (bandiera) · Germania (bandiera)                   | Taylor Fritz Alexander Zverev                                     | 6 1        | 6 4 |      |  |
| 2 | Stati Uniti (bandiera) · Germania (bandiera)                   | Madison Keys Jule Niemeier                                        | 6 2        | 6 3 |      |  |
| 3 | Stati Uniti (bandiera) · Germania (bandiera)                   | Jessica Pegula Laura Siegemund                                    | 6 3        | 6 2 |      |  |
| 4 | Stati Uniti (bandiera) · Germania (bandiera)                   | Frances Tiafoe Oscar Otte                                         | 7 5        | 6 4 |      |  |
| 5 | Stati Uniti (bandiera) · Germania (bandiera)                   | Frances Tiafoe / Jessica Pegula Daniel Altmaier / Laura Siegemund | 65 7       | 6 4 | 10 7 |  |

### Gruppo D
| Pos. | Nazione       | Incontri | Partite | Set   | S % | Game    | G %    |
| ---- | ------------- | -------- | ------- | ----- | --- | ------- | ------ |
| 1    | Gran Bretagna | 2-0      | 7-3     | 15-10 | 60% | 122-108 | 53,04% |
| 2    | Australia     | 1-1      | 5-5     | 9-12  | 43% | 99-108  | 48,33% |
| 3    | Spagna        | 0-2      | 3-7     | 12-15 | 44% | 114-119 | 49%    |

#### Australia vs. Gran Bretagna
| Australia 2 | Ken Rosewall Arena, Sydney, Australia 29–30 dicembre 2022 Cemento | Ken Rosewall Arena, Sydney, Australia 29–30 dicembre 2022 Cemento | Gran Bretagna 3 |      |   |  |
| \| \| \| \| 1 \| 2 \| 3 \| \| \| - \| \| -------------------------------------------------------- \| ---- \| ---- \| - \| \| \| 1 \| \| Alex de Minaur Cameron Norrie \| 3 6 \| 3 6 \| \| \| \| 2 \| \| Zoe Hives Katie Swan \| 4 6 \| 3 6 \| \| \| \| 3 \| \| Maddison Inglis Harriet Dart \| 4 6 \| 4 6 \| \| \| \| 4 \| \| Jason Kubler Daniel Evans \| 6 3 \| 7 63 \| \| \| \| 5 \| \| Samantha Stosur / John Peers Harriet Dart / Daniel Evans \| 7 64 \| 6 4 \| \| \| |                                                                   |                                                                   |                 |      |   |  |
| |                                                                   |                                                                   | 1               | 2    | 3 |  |
| 1 | Australia (bandiera) · Gran Bretagna (bandiera)                   | Alex de Minaur Cameron Norrie                                     | 3 6             | 3 6  |   |  |
| 2 | Australia (bandiera) · Gran Bretagna (bandiera)                   | Zoe Hives Katie Swan                                              | 4 6             | 3 6  |   |  |
| 3 | Australia (bandiera) · Gran Bretagna (bandiera)                   | Maddison Inglis Harriet Dart                                      | 4 6             | 4 6  |   |  |
| 4 | Australia (bandiera) · Gran Bretagna (bandiera)                   | Jason Kubler Daniel Evans                                         | 6 3             | 7 63 |   |  |
| 5 | Australia (bandiera) · Gran Bretagna (bandiera)                   | Samantha Stosur / John Peers Harriet Dart / Daniel Evans          | 7 64            | 6 4  |   |  |

#### Spagna vs. Gran Bretagna
| Spagna 1 | Ken Rosewall Arena, Sydney, Australia 31 dicembre 2022–1º gennaio 2023 Cemento | Ken Rosewall Arena, Sydney, Australia 31 dicembre 2022–1º gennaio 2023 Cemento | Gran Bretagna 4 |      |      |  |
| \| \| \| \| 1 \| 2 \| 3 \| \| \| - \| \| ------------------------------------------------------------------------- \| --- \| ---- \| ---- \| \| \| 1 \| \| Rafael Nadal Cameron Norrie \| 6 3 \| 3 6 \| 4 6 \| \| \| 2 \| \| Nuria Párrizas Díaz Katie Swan \| 6 3 \| 1 6 \| 2 6 \| \| \| 3 \| \| Paula Badosa Harriet Dart \| 6 7 \| 7 65 \| 6 1 \| \| \| 4 \| \| Albert Ramos Viñolas Daniel Evans \| 3 6 \| 6 1 \| 3 6 \| \| \| 5 \| \| Jéssica Bouzas Maneiro / David Vega Hernández Harriet Dart / Jonny O'Mara \| 6 3 \| 2 6 \| 5 10 \| \| |                                                                                |                                                                                |                 |      |      |  |
| |                                                                                |                                                                                | 1               | 2    | 3    |  |
| 1 | Spagna (bandiera) · Gran Bretagna (bandiera)                                   | Rafael Nadal Cameron Norrie                                                    | 6 3             | 3 6  | 4 6  |  |
| 2 | Spagna (bandiera) · Gran Bretagna (bandiera)                                   | Nuria Párrizas Díaz Katie Swan                                                 | 6 3             | 1 6  | 2 6  |  |
| 3 | Spagna (bandiera) · Gran Bretagna (bandiera)                                   | Paula Badosa Harriet Dart                                                      | 6 7             | 7 65 | 6 1  |  |
| 4 | Spagna (bandiera) · Gran Bretagna (bandiera)                                   | Albert Ramos Viñolas Daniel Evans                                              | 3 6             | 6 1  | 3 6  |  |
| 5 | Spagna (bandiera) · Gran Bretagna (bandiera)                                   | Jéssica Bouzas Maneiro / David Vega Hernández Harriet Dart / Jonny O'Mara      | 6 3             | 2 6  | 5 10 |  |

#### Spagna vs. Australia
| Spagna 2 | Ken Rosewall Arena, Sydney, Australia 2–3 gennaio 2023 Cemento | Ken Rosewall Arena, Sydney, Australia 2–3 gennaio 2023 Cemento             | Australia 3 |     |     |  |
| \| \| \| \| 1 \| 2 \| 3 \| \| \| - \| \| -------------------------------------------------------------------------- \| --- \| --- \| --- \| \| \| 1 \| \| Rafael Nadal Alex de Minaur \| 6 3 \| 1 6 \| 5 7 \| \| \| 2 \| \| Nuria Párrizas Díaz Maddison Inglis \| 6 1 \| 6 3 \| \| \| \| 3 \| \| Jéssica Bouzas Maneiro Olivia Gadecki \| 6 2 \| 6 2 \| \| \| \| 4 \| \| Albert Ramos Viñolas Jason Kubler \| 3 6 \| 6 4 \| 3 6 \| \| \| 5 \| \| Jéssica Bouzas Maneiro / David Vega Hernández Samantha Stosur / John Peers \| 2 6 \| 3 6 \| \| \| |                                                                |                                                                            |             |     |     |  |
| |                                                                |                                                                            | 1           | 2   | 3   |  |
| 1 | Spagna (bandiera) · Australia (bandiera)                       | Rafael Nadal Alex de Minaur                                                | 6 3         | 1 6 | 5 7 |  |
| 2 | Spagna (bandiera) · Australia (bandiera)                       | Nuria Párrizas Díaz Maddison Inglis                                        | 6 1         | 6 3 |     |  |
| 3 | Spagna (bandiera) · Australia (bandiera)                       | Jéssica Bouzas Maneiro Olivia Gadecki                                      | 6 2         | 6 2 |     |  |
| 4 | Spagna (bandiera) · Australia (bandiera)                       | Albert Ramos Viñolas Jason Kubler                                          | 3 6         | 6 4 | 3 6 |  |
| 5 | Spagna (bandiera) · Australia (bandiera)                       | Jéssica Bouzas Maneiro / David Vega Hernández Samantha Stosur / John Peers | 2 6         | 3 6 |     |  |

### Gruppo E
| Pos. | Nazione  | Incontri | Partite | Set  | S %    | Game   | G %    |
| ---- | -------- | -------- | ------- | ---- | ------ | ------ | ------ |
| 1    | Italia   | 2-0      | 8-2     | 17-5 | 77,27% | 117-91 | 56,25% |
| 2    | Brasile  | 1-1      | 6-4     | 12-9 | 57,14% | 98-90  | 52,13% |
| 3    | Norvegia | 0-2      | 1-9     | 3-18 | 14,29% | 87-121 | 41,83% |

#### Italia vs. Brasile
| Italia 3 | Pat Rafter Arena, Brisbane, Australia 29–30 dicembre 2022 Cemento | Pat Rafter Arena, Brisbane, Australia 29–30 dicembre 2022 Cemento  | Brasile 2 |      |      |  |
| \| \| \| \| 1 \| 2 \| 3 \| \| \| - \| \| ------------------------------------------------------------------ \| --- \| ---- \| ---- \| \| \| 1 \| \| Martina Trevisan Beatriz Haddad Maia \| 2 6 \| 0 6 \| \| \| \| 2 \| \| Lorenzo Musetti Felipe Meligeni Alves \| 6 3 \| 6 4 \| \| \| \| 3 \| \| Matteo Berrettini Thiago Monteiro \| 6 4 \| 7 67 \| \| \| \| 4 \| \| Lucia Bronzetti Laura Pigossi \| 6 0 \| 6 2 \| \| \| \| 5 \| \| Camilla Rosatello / Matteo Berrettini Luisa Stefani / Rafael Matos \| 4 6 \| 7 64 \| 4 10 \| \| |                                                                   |                                                                    |           |      |      |  |
| |                                                                   |                                                                    | 1         | 2    | 3    |  |
| 1 | Italia (bandiera) · Brasile (bandiera)                            | Martina Trevisan Beatriz Haddad Maia                               | 2 6       | 0 6  |      |  |
| 2 | Italia (bandiera) · Brasile (bandiera)                            | Lorenzo Musetti Felipe Meligeni Alves                              | 6 3       | 6 4  |      |  |
| 3 | Italia (bandiera) · Brasile (bandiera)                            | Matteo Berrettini Thiago Monteiro                                  | 6 4       | 7 67 |      |  |
| 4 | Italia (bandiera) · Brasile (bandiera)                            | Lucia Bronzetti Laura Pigossi                                      | 6 0       | 6 2  |      |  |
| 5 | Italia (bandiera) · Brasile (bandiera)                            | Camilla Rosatello / Matteo Berrettini Luisa Stefani / Rafael Matos | 4 6       | 7 64 | 4 10 |  |

#### Brasile vs. Norvegia
| Brasile 4 | Pat Rafter Arena, Brisbane, Australia 31 dicembre 2022–1º gennaio 2023 Cemento | Pat Rafter Arena, Brisbane, Australia 31 dicembre 2022–1º gennaio 2023 Cemento | Norvegia 1 |     |   |  |
| \| \| \| \| 1 \| 2 \| 3 \| \| \| - \| \| -------------------------------------------------------------- \| --- \| --- \| - \| \| \| 1 \| \| Beatriz Haddad Maia Malene Helgø \| 6 4 \| 6 2 \| \| \| \| 2 \| \| Felipe Meligeni Alves Viktor Durasovic \| 6 3 \| 6 3 \| \| \| \| 3 \| \| Thiago Monteiro Casper Ruud \| 3 6 \| 2 6 \| \| \| \| 4 \| \| Laura Pigossi Ulrikke Eikeri \| 6 3 \| 6 4 \| \| \| \| 5 \| \| Luisa Stefani / Rafael Matos Ulrikke Eikeri / Viktor Durasovic \| 6 4 \| 7 5 \| \| \| |                                                                                |                                                                                |            |     |   |  |
| |                                                                                |                                                                                | 1          | 2   | 3 |  |
| 1 | Brasile (bandiera) · Norvegia (bandiera)                                       | Beatriz Haddad Maia Malene Helgø                                               | 6 4        | 6 2 |   |  |
| 2 | Brasile (bandiera) · Norvegia (bandiera)                                       | Felipe Meligeni Alves Viktor Durasovic                                         | 6 3        | 6 3 |   |  |
| 3 | Brasile (bandiera) · Norvegia (bandiera)                                       | Thiago Monteiro Casper Ruud                                                    | 3 6        | 2 6 |   |  |
| 4 | Brasile (bandiera) · Norvegia (bandiera)                                       | Laura Pigossi Ulrikke Eikeri                                                   | 6 3        | 6 4 |   |  |
| 5 | Brasile (bandiera) · Norvegia (bandiera)                                       | Luisa Stefani / Rafael Matos Ulrikke Eikeri / Viktor Durasovic                 | 6 4        | 7 5 |   |  |

#### Italia vs. Norvegia
| Italia 5 | Pat Rafter Arena, Brisbane, Australia 2–3 gennaio 2023 Cemento | Pat Rafter Arena, Brisbane, Australia 2–3 gennaio 2023 Cemento        | Norvegia 0 |     |     |  |
| \| \| \| \| 1 \| 2 \| 3 \| \| \| - \| \| --------------------------------------------------------------------- \| ---- \| --- \| --- \| \| \| 1 \| \| Martina Trevisan Malene Helgø \| 7 5 \| 3 6 \| 6 4 \| \| \| 2 \| \| Lorenzo Musetti Viktor Durasovic \| 7 67 \| 6 3 \| \| \| \| 3 \| \| Matteo Berrettini Casper Ruud \| 6 4 \| 6 4 \| \| \| \| 4 \| \| Lucia Bronzetti Ulrikke Eikeri \| 6 2 \| 7 5 \| \| \| \| 5 \| \| Lorenzo Musetti / Camilla Rosatello Viktor Durasovic / Ulrikke Eikeri \| 7 6 \| 6 2 \| \| \| |                                                                |                                                                       |            |     |     |  |
| |                                                                |                                                                       | 1          | 2   | 3   |  |
| 1 | Italia (bandiera) · Norvegia (bandiera)                        | Martina Trevisan Malene Helgø                                         | 7 5        | 3 6 | 6 4 |  |
| 2 | Italia (bandiera) · Norvegia (bandiera)                        | Lorenzo Musetti Viktor Durasovic                                      | 7 67       | 6 3 |     |  |
| 3 | Italia (bandiera) · Norvegia (bandiera)                        | Matteo Berrettini Casper Ruud                                         | 6 4        | 6 4 |     |  |
| 4 | Italia (bandiera) · Norvegia (bandiera)                        | Lucia Bronzetti Ulrikke Eikeri                                        | 6 2        | 7 5 |     |  |
| 5 | Italia (bandiera) · Norvegia (bandiera)                        | Lorenzo Musetti / Camilla Rosatello Viktor Durasovic / Ulrikke Eikeri | 7 6        | 6 2 |     |  |

### Gruppo F
| Pos. | Nazione   | Incontri | Partite | Set  | S %    | Game    | G %    |
| ---- | --------- | -------- | ------- | ---- | ------ | ------- | ------ |
| 1    | Croazia   | 2-0      | 8-2     | 16-7 | 69,57% | 123-104 | 54,19% |
| 2    | Francia   | 1-1      | 7-3     | 15-6 | 71,43% | 122-79  | 60,70% |
| 3    | Argentina | 0-2      | 0-10    | 2-20 | 9,09%  | 60-122  | 32,97% |

#### Francia vs. Argentina
| Francia 5 | RAC Arena, Perth, Australia 29–30 dicembre 2022 Cemento | RAC Arena, Perth, Australia 29–30 dicembre 2022 Cemento                            | Argentina 0 |     |   |  |
| \| \| \| \| 1 \| 2 \| 3 \| \| \| - \| \| ---------------------------------------------------------------------------------- \| --- \| --- \| - \| \| \| 1 \| \| Alizé Cornet María Carlé \| 6 2 \| 6 1 \| \| \| \| 2 \| \| Arthur Rinderknech Francisco Cerúndolo \| 6 4 \| 6 2 \| \| \| \| 3 \| \| Caroline Garcia Nadia Podoroska \| 6 2 \| 6 0 \| \| \| \| 4 \| \| Adrian Mannarino Federico Coria \| 6 1 \| 6 0 \| \| \| \| 5 \| \| Caroline Garcia / Édouard Roger-Vasselin Nadia Podoroska / Tomás Martín Etcheverry \| 6 2 \| 6 4 \| \| \| |                                                         |                                                                                    |             |     |   |  |
| |                                                         |                                                                                    | 1           | 2   | 3 |  |
| 1 | Francia (bandiera) · Argentina (bandiera)               | Alizé Cornet María Carlé                                                           | 6 2         | 6 1 |   |  |
| 2 | Francia (bandiera) · Argentina (bandiera)               | Arthur Rinderknech Francisco Cerúndolo                                             | 6 4         | 6 2 |   |  |
| 3 | Francia (bandiera) · Argentina (bandiera)               | Caroline Garcia Nadia Podoroska                                                    | 6 2         | 6 0 |   |  |
| 4 | Francia (bandiera) · Argentina (bandiera)               | Adrian Mannarino Federico Coria                                                    | 6 1         | 6 0 |   |  |
| 5 | Francia (bandiera) · Argentina (bandiera)               | Caroline Garcia / Édouard Roger-Vasselin Nadia Podoroska / Tomás Martín Etcheverry | 6 2         | 6 4 |   |  |

#### Croazia vs. Argentina
| Croazia 5 | RAC Arena, Perth, Australia 31 dicembre 2022–1º gennaio 2023 Cemento | RAC Arena, Perth, Australia 31 dicembre 2022–1º gennaio 2023 Cemento | Argentina 0 |     |      |  |
| \| \| \| \| 1 \| 2 \| 3 \| \| \| - \| \| ----------------------------------------------------------------- \| ---- \| --- \| ---- \| \| \| 1 \| \| Donna Vekić María Carlé \| 6 0 \| 6 4 \| \| \| \| 2 \| \| Borna Ćorić Francisco Cerúndolo \| 7 5 \| 6 4 \| \| \| \| 3 \| \| Petra Martić Nadia Podoroska \| 6 2 \| 4 6 \| 6 1 \| \| \| 4 \| \| Borna Gojo Federico Coria \| 7 65 \| 6 4 \| \| \| \| 5 \| \| Tara Würth / Borna Gojo Nadia Podoroska / Tomás Martín Etcheverry \| 1 6 \| 6 4 \| 10 4 \| \| |                                                                      |                                                                      |             |     |      |  |
| |                                                                      |                                                                      | 1           | 2   | 3    |  |
| 1 | Croazia (bandiera) · Argentina (bandiera)                            | Donna Vekić María Carlé                                              | 6 0         | 6 4 |      |  |
| 2 | Croazia (bandiera) · Argentina (bandiera)                            | Borna Ćorić Francisco Cerúndolo                                      | 7 5         | 6 4 |      |  |
| 3 | Croazia (bandiera) · Argentina (bandiera)                            | Petra Martić Nadia Podoroska                                         | 6 2         | 4 6 | 6 1  |  |
| 4 | Croazia (bandiera) · Argentina (bandiera)                            | Borna Gojo Federico Coria                                            | 7 65        | 6 4 |      |  |
| 5 | Croazia (bandiera) · Argentina (bandiera)                            | Tara Würth / Borna Gojo Nadia Podoroska / Tomás Martín Etcheverry    | 1 6         | 6 4 | 10 4 |  |

#### Francia vs. Croazia
| Francia 2 | RAC Arena, Perth, Australia 2–3 gennaio 2023 Cemento | RAC Arena, Perth, Australia 2–3 gennaio 2023 Cemento                     | Croazia 3 |      |      |  |
| \| \| \| \| 1 \| 2 \| 3 \| \| \| - \| \| ------------------------------------------------------------------------ \| ---- \| ---- \| ---- \| \| \| 1 \| \| Alizé Cornet Donna Vekić \| 4 6 \| 3 6 \| \| \| \| 2 \| \| Arthur Rinderknech Borna Ćorić \| 61 7 \| 62 7 \| \| \| \| 3 \| \| Caroline Garcia Petra Martić \| 7 69 \| 6 4 \| \| \| \| 4 \| \| Adrian Mannarino Borna Gojo \| 65 7 \| 6 3 \| 65 7 \| \| \| 5 \| \| Édouard Roger-Vasselin / Jessika Ponchet Petra Marčinko / Matija Pecotić \| 6 4 \| 6 4 \| \| \| |                                                      |                                                                          |           |      |      |  |
| |                                                      |                                                                          | 1         | 2    | 3    |  |
| 1 | Francia (bandiera) · Croazia (bandiera)              | Alizé Cornet Donna Vekić                                                 | 4 6       | 3 6  |      |  |
| 2 | Francia (bandiera) · Croazia (bandiera)              | Arthur Rinderknech Borna Ćorić                                           | 61 7      | 62 7 |      |  |
| 3 | Francia (bandiera) · Croazia (bandiera)              | Caroline Garcia Petra Martić                                             | 7 69      | 6 4  |      |  |
| 4 | Francia (bandiera) · Croazia (bandiera)              | Adrian Mannarino Borna Gojo                                              | 65 7      | 6 3  | 65 7 |  |
| 5 | Francia (bandiera) · Croazia (bandiera)              | Édouard Roger-Vasselin / Jessika Ponchet Petra Marčinko / Matija Pecotić | 6 4       | 6 4  |      |  |

## Fase a eliminazione diretta

### Città ospitanti
| Città    | Incontro                      | Punteggio |
| -------- | ----------------------------- | --------- |
| Perth    | Grecia vs. Croazia            | 3-2       |
| Brisbane | Polonia vs. Italia            | 3-2       |
| Sydney   | Stati Uniti vs. Gran Bretagna | 4-1       |

- Le tre vincitrici avanzeranno alle semifinali insieme alla miglior perdente.[4]

### Raffronto fra le nazioni sconfitte
| Pos. | Nazione       | Incontri | Partite | Set   | S %    | Game    | G %    |
| ---- | ------------- | -------- | ------- | ----- | ------ | ------- | ------ |
| 1    | Italia        | 2-1      | 10-5    | 21-12 | 63,64% | 156-142 | 52,35% |
| 2    | Croazia       | 2-1      | 10-5    | 21-13 | 61,76% | 175-156 | 52,87% |
| 3    | Gran Bretagna | 2-1      | 8-7     | 19-19 | 50%    | 176-177 | 49,86% |

#### Grecia vs. Croazia
| Grecia 3 | RAC Arena, Perth, Australia 4 gennaio 2023 Cemento | RAC Arena, Perth, Australia 4 gennaio 2023 Cemento           | Croazia 2 |      |     |  |
| \| \| \| \| 1 \| 2 \| 3 \| \| \| - \| \| ------------------------------------------------------------ \| --- \| ---- \| --- \| \| \| 1 \| \| Despoina Papamichaīl Donna Vekić \| 2 6 \| 0 6 \| \| \| \| 2 \| \| Stefanos Tsitsipas Borna Ćorić \| 6 0 \| 64 7 \| 7 5 \| \| \| 3 \| \| Maria Sakkarī Petra Martić \| 6 3 \| 6 3 \| \| \| \| 4 \| \| Stefanos Sakellaridis Borna Gojo \| 4 6 \| 2 6 \| \| \| \| 5 \| \| Maria Sakkarī / Stefanos Tsitsipas Petra Martić / Borna Gojo \| 7 6 \| 6 4 \| \| \| |                                                    |                                                              |           |      |     |  |
| |                                                    |                                                              | 1         | 2    | 3   |  |
| 1 | Grecia (bandiera) · Croazia (bandiera)             | Despoina Papamichaīl Donna Vekić                             | 2 6       | 0 6  |     |  |
| 2 | Grecia (bandiera) · Croazia (bandiera)             | Stefanos Tsitsipas Borna Ćorić                               | 6 0       | 64 7 | 7 5 |  |
| 3 | Grecia (bandiera) · Croazia (bandiera)             | Maria Sakkarī Petra Martić                                   | 6 3       | 6 3  |     |  |
| 4 | Grecia (bandiera) · Croazia (bandiera)             | Stefanos Sakellaridis Borna Gojo                             | 4 6       | 2 6  |     |  |
| 5 | Grecia (bandiera) · Croazia (bandiera)             | Maria Sakkarī / Stefanos Tsitsipas Petra Martić / Borna Gojo | 7 6       | 6 4  |     |  |

#### Polonia vs. Italia
| Polonia 3 | Pat Rafter Arena, Brisbane, Australia 4 gennaio 2023 Cemento | Pat Rafter Arena, Brisbane, Australia 4 gennaio 2023 Cemento     | Italia 2 |     |     |  |
| \| \| \| \| 1 \| 2 \| 3 \| \| \| - \| \| ---------------------------------------------------------------- \| --- \| --- \| --- \| \| \| 1 \| \| Daniel Michalski Lorenzo Musetti \| 1 6 \| 1 6 \| \| \| \| 2 \| \| Iga Świątek Martina Trevisan \| 6 2 \| 6 4 \| \| \| \| 3 \| \| Hubert Hurkacz Matteo Berrettini \| 4 6 \| 6 3 \| 3 6 \| \| \| 4 \| \| Magda Linette Lucia Bronzetti \| 6 1 \| 6 2 \| \| \| \| 5 \| \| Iga Świątek / Hubert Hurkacz Camilla Rosatello / Lorenzo Musetti \| 6 1 \| 6 2 \| \| \| |                                                              |                                                                  |          |     |     |  |
| |                                                              |                                                                  | 1        | 2   | 3   |  |
| 1 | Polonia (bandiera) · Italia (bandiera)                       | Daniel Michalski Lorenzo Musetti                                 | 1 6      | 1 6 |     |  |
| 2 | Polonia (bandiera) · Italia (bandiera)                       | Iga Świątek Martina Trevisan                                     | 6 2      | 6 4 |     |  |
| 3 | Polonia (bandiera) · Italia (bandiera)                       | Hubert Hurkacz Matteo Berrettini                                 | 4 6      | 6 3 | 3 6 |  |
| 4 | Polonia (bandiera) · Italia (bandiera)                       | Magda Linette Lucia Bronzetti                                    | 6 1      | 6 2 |     |  |
| 5 | Polonia (bandiera) · Italia (bandiera)                       | Iga Świątek / Hubert Hurkacz Camilla Rosatello / Lorenzo Musetti | 6 1      | 6 2 |     |  |

#### Stati Uniti vs. Gran Bretagna
| Stati Uniti 4 | Ken Rosewall Arena, Sydney, Australia 4 gennaio 2023 Cemento | Ken Rosewall Arena, Sydney, Australia 4 gennaio 2023 Cemento | Gran Bretagna 1 |     |     |  |
| \| \| \| \| 1 \| 2 \| 3 \| \| \| - \| \| --------------------------------------------------------- \| --- \| --- \| --- \| \| \| 1 \| \| Madison Keys Katie Swan \| 2 6 \| 6 3 \| 6 4 \| \| \| 2 \| \| Taylor Fritz Cameron Norrie \| 4 6 \| 7 5 \| 4 6 \| \| \| 3 \| \| Jessica Pegula Harriet Dart \| 6 2 \| 6 0 \| \| \| \| 4 \| \| Frances Tiafoe Daniel Evans \| 3 6 \| 7 5 \| 6 3 \| \| \| 5 \| \| Jessica Pegula / Taylor Fritz Harriet Dart / Daniel Evans \| 6 4 \| 6 4 \| \| \| |                                                              |                                                              |                 |     |     |  |
| |                                                              |                                                              | 1               | 2   | 3   |  |
| 1 | Stati Uniti (bandiera) · Gran Bretagna (bandiera)            | Madison Keys Katie Swan                                      | 2 6             | 6 3 | 6 4 |  |
| 2 | Stati Uniti (bandiera) · Gran Bretagna (bandiera)            | Taylor Fritz Cameron Norrie                                  | 4 6             | 7 5 | 4 6 |  |
| 3 | Stati Uniti (bandiera) · Gran Bretagna (bandiera)            | Jessica Pegula Harriet Dart                                  | 6 2             | 6 0 |     |  |
| 4 | Stati Uniti (bandiera) · Gran Bretagna (bandiera)            | Frances Tiafoe Daniel Evans                                  | 3 6             | 7 5 | 6 3 |  |
| 5 | Stati Uniti (bandiera) · Gran Bretagna (bandiera)            | Jessica Pegula / Taylor Fritz Harriet Dart / Daniel Evans    | 6 4             | 6 4 |     |  |

### Tabellone
|  | Semifinali | Semifinali  | Semifinali |        |   | Finale      | Finale | Finale |  |
|  |            |             |            |        |   |             |        |        |  |
|  | 2          | Polonia     | 0          |        |   |             |        |        |  |
|  | 2          | Polonia     | 0          |        |   |             |        |        |  |
|  | 3          | Stati Uniti | 5          |        |   |             |        |        |  |
|  | 3          | Stati Uniti | 5          |        | 3 | Stati Uniti | 4      |        |  |
|  |            |             |            |        | 3 | Stati Uniti | 4      |        |  |
|  |            |             | 5          | Italia | 0 |             |        |        |  |
|  | 1          | Grecia      | 5          | Italia | 0 | 1           |        |        |  |
|  | 1          | Grecia      |            |        |   |             |        |        |  |
|  | 5          | Italia      | 4          |        |   |             |        |        |  |

### Semifinali

#### Polonia vs. Stati Uniti
| Polonia 0 | Ken Rosewall Arena, Sydney, Australia 6-7 gennaio 2023 Cemento | Ken Rosewall Arena, Sydney, Australia 6-7 gennaio 2023 Cemento | Stati Uniti 5 |      |      |  |
| \| \| \| \| 1 \| 2 \| 3 \| \| \| - \| \| ------------------------------------------------------------ \| ---- \| ---- \| ---- \| \| \| 1 \| \| Iga Świątek Jessica Pegula \| 2 6 \| 2 6 \| \| \| \| 2 \| \| Kacper Żuk Frances Tiafoe \| 3 6 \| 3 6 \| \| \| \| 3 \| \| Hubert Hurkacz Taylor Fritz \| 65 7 \| 65 7 \| \| \| \| 4 \| \| Magda Linette Madison Keys \| 4 6 \| 2 6 \| \| \| \| 5 \| \| Alicja Rosolska / Łukasz Kubot Jessica Pegula / Taylor Fritz \| 7 65 \| 4 6 \| 6 10 \| \| |                                                                |                                                                |               |      |      |  |
| |                                                                |                                                                | 1             | 2    | 3    |  |
| 1 | Polonia (bandiera) · Stati Uniti (bandiera)                    | Iga Świątek Jessica Pegula                                     | 2 6           | 2 6  |      |  |
| 2 | Polonia (bandiera) · Stati Uniti (bandiera)                    | Kacper Żuk Frances Tiafoe                                      | 3 6           | 3 6  |      |  |
| 3 | Polonia (bandiera) · Stati Uniti (bandiera)                    | Hubert Hurkacz Taylor Fritz                                    | 65 7          | 65 7 |      |  |
| 4 | Polonia (bandiera) · Stati Uniti (bandiera)                    | Magda Linette Madison Keys                                     | 4 6           | 2 6  |      |  |
| 5 | Polonia (bandiera) · Stati Uniti (bandiera)                    | Alicja Rosolska / Łukasz Kubot Jessica Pegula / Taylor Fritz   | 7 65          | 4 6  | 6 10 |  |

#### Grecia vs. Italia
| Grecia 1 | Ken Rosewall Arena, Sydney, Australia 6-7 gennaio 2023 Cemento | Ken Rosewall Arena, Sydney, Australia 6-7 gennaio 2023 Cemento                     | Italia 4 |      |      |  |
| \| \| \| \| 1 \| 2 \| 3 \| \| \| - \| \| ---------------------------------------------------------------------------------- \| --- \| ---- \| ---- \| \| \| 1 \| \| Maria Sakkarī Martina Trevisan \| 3 6 \| 7 64 \| 5 7 \| \| \| 2 \| \| Stefanos Sakellaridis Lorenzo Musetti \| 1 6 \| 1 6 \| \| \| \| 3 \| \| Stefanos Tsitsipas Matteo Berrettini \| 4 6 \| 7 62 \| 6 4 \| \| \| 4 \| \| Valentini Grammatikopoulou Lucia Bronzetti \| 2 6 \| 3 6 \| \| \| \| 5 \| \| Valentini Grammatikopoulou / Petros Tsitsipas Camilla Rosatello / Andrea Vavassori \| 3 6 \| 6 4 \| 5 10 \| \| |                                                                |                                                                                    |          |      |      |  |
| |                                                                |                                                                                    | 1        | 2    | 3    |  |
| 1 | Grecia (bandiera) · Italia (bandiera)                          | Maria Sakkarī Martina Trevisan                                                     | 3 6      | 7 64 | 5 7  |  |
| 2 | Grecia (bandiera) · Italia (bandiera)                          | Stefanos Sakellaridis Lorenzo Musetti                                              | 1 6      | 1 6  |      |  |
| 3 | Grecia (bandiera) · Italia (bandiera)                          | Stefanos Tsitsipas Matteo Berrettini                                               | 4 6      | 7 62 | 6 4  |  |
| 4 | Grecia (bandiera) · Italia (bandiera)                          | Valentini Grammatikopoulou Lucia Bronzetti                                         | 2 6      | 3 6  |      |  |
| 5 | Grecia (bandiera) · Italia (bandiera)                          | Valentini Grammatikopoulou / Petros Tsitsipas Camilla Rosatello / Andrea Vavassori | 3 6      | 6 4  | 5 10 |  |

### Finale

#### Stati Uniti vs. Italia
| Stati Uniti 4 | Ken Rosewall Arena, Sydney, Australia 8 gennaio 2023 Cemento | Ken Rosewall Arena, Sydney, Australia 8 gennaio 2023 Cemento       | Italia 0 |     |   |             |
| \| \| \| \| 1 \| 2 \| 3 \| \| \| - \| \| ------------------------------------------------------------------ \| ---- \| --- \| - \| ----------- \| \| 1 \| \| Jessica Pegula Martina Trevisan \| 6 4 \| 6 2 \| \| \| \| 2 \| \| Frances Tiafoe Lorenzo Musetti \| 6 2 \| \| \| ritiro \| \| 3 \| \| Taylor Fritz Matteo Berrettini \| 7 64 \| 7 6 \| \| \| \| 4 \| \| Madison Keys Lucia Bronzetti \| 6 3 \| 6 2 \| \| \| \| 5 \| \| Jessica Pegula / Taylor Fritz Martina Trevisan / Matteo Berrettini \| \| \| \| non giocato \| |                                                              |                                                                    |          |     |   |             |
| |                                                              |                                                                    | 1        | 2   | 3 |             |
| 1 | Stati Uniti (bandiera) · Italia (bandiera)                   | Jessica Pegula Martina Trevisan                                    | 6 4      | 6 2 |   |             |
| 2 | Stati Uniti (bandiera) · Italia (bandiera)                   | Frances Tiafoe Lorenzo Musetti                                     | 6 2      |     |   | ritiro      |
| 3 | Stati Uniti (bandiera) · Italia (bandiera)                   | Taylor Fritz Matteo Berrettini                                     | 7 64     | 7 6 |   |             |
| 4 | Stati Uniti (bandiera) · Italia (bandiera)                   | Madison Keys Lucia Bronzetti                                       | 6 3      | 6 2 |   |             |
| 5 | Stati Uniti (bandiera) · Italia (bandiera)                   | Jessica Pegula / Taylor Fritz Martina Trevisan / Matteo Berrettini |          |     |   | non giocato |

## Assegnazione dei punti nei ranking ATP/WTA
I punti dei ranking ATP e WTA sono stati assegnati secondo la seguente tabella:
| Ranking avversario/a al 26-12-2022 | 1-10 | 11-20 | 21-30 | 31-50 | 51-100 | 101-150 | 251+ |
| ---------------------------------- | ---- | ----- | ----- | ----- | ------ | ------- | ---- |
| Vittoria in finale                 | 180  | 140   | 120   | 90    | 60     | 40      | 35   |
| Vittoria in semifinale             | 130  | 105   | 90    | 60    | 40     | 35      | 25   |
| Vittoria città ospitanti           | 80   | 65    | 55    | 40    | 35     | 25      | 20   |
| Vittoria fase a gironi             | 55   | 45    | 40    | 35    | 25     | 20      | 15   |
| Massimo dei punti                  | 500  | 400   | 345   | 260   | 185    | 140     | 110  |